# Гірськолижний спорт на зимових Азійських іграх 1999
Змагання з гірськолижного спорту на зимових Азійських Іграх 1999 проводилися на гірськолижному курорті Йонпхьон у Канвон (Південна Корея) з 31 січня по 5 лютого. Було проведено 6 змагань — 3 для жінок та 3 для чоловіків. Знову було прийнято рішення відновити змагання зі слалому.

## Медалісти
Чоловіки
| Дисципліна               | Золото                   | Срібло                   | Бронза                      |
| ------------------------ | ------------------------ | ------------------------ | --------------------------- |
| Слалом                   | Хо Син Ук Південна Корея | Дзюдзі Каваґучі Японія   | Чхве Мун Сон Південна Корея |
| Гігантський слалом       | Дзюдзі Каваґучі Японія   | Хо Син Ук Південна Корея | Лі Кі Хьон Південна Корея   |
| Супер гігантський слалом | Хо Син Ук Південна Корея | Дзюдзі Каваґучі Японія   | Чхве Мун Сон Південна Корея |

Жінки
| Дисципліна              | Золото                   | Срібло                   | Бронза                   |
| ----------------------- | ------------------------ | ------------------------ | ------------------------ |
| Слалом                  | Ріна Секі Японія         | Ольга Ведяшева Казахстан | Ю Хе Мін Південна Корея  |
| Гігантський слалом      | Ольга Ведяшева Казахстан | Ю Хе Мін Південна Корея  | Юлія Кригіна Казахстан   |
| Супергігантський слалом | Ю Хе Мін Південна Корея  | Ян У Йон Південна Корея  | Ольга Ведяшева Казахстан |

## Таблиця медалей
| Місце | Країна         | Золото | Срібло | Бронза | Загалом |
| ----- | -------------- | ------ | ------ | ------ | ------- |
| 1     | Південна Корея | 3      | 3      | 4      | 10      |
| 2     | Японія         | 2      | 2      | 0      | 4       |
| 3     | Казахстан      | 1      | 1      | 2      | 4       |
| Разом | Разом          | 6      | 6      | 6      | 18      |

## Результати

### Чоловіки

#### Слалом
4 лютого
| Місце | Атлет                          | Час     |
| ----- | ------------------------------ | ------- |
| 1     | Хо Син Ук Південна Корея       | 1:54.68 |
| 2     | Дзюдзі Каваґучі Японія         | 1:55.00 |
| 3     | Чхве Мун Сон Південна Корея    | 1:56.67 |
| 4     | Адзумі Тадзіма Японія          | 1:56.90 |
| 5     | Хон Сон У Південна Корея       | 1:58.70 |
| 6     | Данило Анісімов Казахстан      | 2:04.80 |
| 7     | Каміл Урумбаєв Узбекистан      | 2:05.12 |
| 8     | Хуан Хунлі Китай               | 2:11.06 |
| 9     | Багір Калхор Іран              | 2:12.00 |
| 10    | Алідад Савех-Шемшакі Іран      | 2:15.05 |
| 11    | Джордж Саламе Ліван            | 2:15.53 |
| 12    | Хоссейн Калхор Іран            | 2:16.12 |
| 13    | Ростам Калхор Іран             | 2:19.35 |
| 14    | Шафік Халіфа Ліван             | 2:20.19 |
| 15    | Нанак Чанд Індія               | 2:58.90 |
| 16    | Чу Тай Вей Китайський Тайбей   | 3:05.70 |
| 17    | Бхаг Чанд Індія                | 3:20.55 |
| 18    | Курбан Алі Пакистан            | 3:34.62 |
| —     | Дмитро Шлаймов Казахстан       | DNF2    |
| —     | Лі Ю Дер Китайський Тайбей     | DSQ2    |
| —     | Андрій Трелевський Киргизстан  | DNF1    |
| —     | Сарфараз Ахмад Байва Пакистан  | DNF1    |
| —     | Кім Кі Пьон Південна Корея     | DNF1    |
| —     | Цзинь Ґуанбін Китай            | DNF1    |
| —     | Дмитро Квач Казахстан          | DNF1    |
| —     | Чагнаагіін Аранзалзул Монголія | DNS1    |

#### Гігантський слалом
2 лютого
| Місце | Атлет                         | Час     |
| ----- | ----------------------------- | ------- |
| 1     | Дзюдзі Каваґучі Японія        | 2:35.40 |
| 2     | Хо Син Ук Південна Корея      | 2:35.97 |
| 3     | Лі Кі Хьон Південна Корея     | 2:37.41 |
| 4     | Чхве Мун Сон Південна Корея   | 2:38.74 |
| 5     | Дмитро Шлаймов Казахстан      | 2:45.44 |
| 6     | Багхер Калхор Іран            | 2:49.75 |
| 7     | Данило Анісімов Казахстан     | 2:51.85 |
| 8     | Ростам Калхор Іран            | 2:55.61 |
| 9     | Цзинь Ґуанбін Китай           | 2:56.84 |
| 10    | Алідад Савех-Шемшакі Іран     | 2:58.22 |
| 11    | Джордж Саламе Ліван           | 3:11.59 |
| 12    | Нанак Чанд Індія              | 3:13.47 |
| 13    | Шафік Халіфа Ліван            | 3:14.12 |
| 14    | Андрій Трелевський Киргизстан | 3:16.27 |
| 15    | Бхаг Чанд Індія               | 3:27.70 |
| 16    | Чу Тай Вей Китайський Тайбей  | 3:35.63 |
| 17    | Лі Ю Дер Китайський Тайбей    | 3:55.87 |
| —     | Каміл Урунбаєв Узбекистан     | DNF2    |
| —     | Пьон Чон Мун Південна Корея   | DSQ2    |
| —     | Чагнаагіін Аранзазул Монголія | DNS2    |
| —     | Курбан Алі Пакистан           | DNF1    |
| —     | Дмитро Квах Казахстан         | DNF1    |
| —     | Хоссейн Калхор Іран           | DNF1    |
| —     | Хуан Хунлі Китай              | DNF1    |
| —     | Адзумі Тадзіма Японія         | DSQ1    |
| —     | Сарфараз Ахмад Байва Пакистан | DNS1    |

#### Супергігантський слалом
31 січня
| Місце | Атлет                          | Час     |
| ----- | ------------------------------ | ------- |
| 1     | Хо Син Ук Південна Корея       | 1:26.83 |
| 2     | Дзюдзі Каваґучі Японія         | 1:27.02 |
| 3     | Чхве Мун Сон Південна Корея    | 1:27.57 |
| 4     | Лі Кі Хьон Південна Корея      | 1:27.66 |
| 5     | Адзумі Тадзіма Японія          | 1:27.73 |
| 6     | Дмитро Квах Казахстан          | 1:29.45 |
| 7     | Данило Асімов Казахстан        | 1:33.30 |
| 8     | Каміл Урумбаєв Узбекистан      | 1:33.99 |
| 9     | Ростам Калхор Іран             | 1:35.96 |
| 10    | Бакхер Калхор Іран             | 1:37.37 |
| 11    | Хуан Хунлі Китай               | 1:39.05 |
| 12    | Алідад Савех-Шемшакі Іран      | 1:39.38 |
| 13    | Цзинь Ґуанбін Китай            | 1:39.70 |
| 14    | Хоссейн Калхор Іран            | 1:40.94 |
| 15    | Джордж Саламе Ліван            | 1:46.60 |
| 16    | Андрій Трелевський Киргизстан  | 1:49.91 |
| 17    | Чагнаагіін Аранзалзул Монголія | 1:52.54 |
| 18    | Чу Тай Вей Китайський Тайбей   | 1:59.37 |
| 19    | Бхаг Чанд Індія                | 2:00.17 |
| —     | Курбан Алі Пакистан            | DNF     |
| —     | Дмитро Шлаймов Казахстан       | DNF     |
| —     | Сарфараз Ахмад Байва Пакистан  | DNF     |
| —     | Пьон Чон Мун Південна Корея    | DNF     |
| —     | Лі Ю Дер Китайський Тайбей     | DNF     |
| —     | Нанак Чанд Індія               | DSQ     |

### Жінки

#### Слалом
5 лютого
| Місце | Атлет                        | Час     |
| ----- | ---------------------------- | ------- |
| 1     | Ріна Секі Японія             | 1:47.57 |
| 2     | Оляга Ведяшев Казахстан      | 1:49.34 |
| 3     | Ю Хе Мін Південна Корея      | 1:49.78 |
| 4     | Юлія Кригіна Казахстан       | 1:49.88 |
| 5     | Кае Нішішіта Японія          | 1:53.16 |
| 6     | Ян У Йон Південна Корея      | 1:53.94 |
| 7     | Захра Калхор Іран            | 2:24.89 |
| 8     | Фатіма Савех-Шемшакі Іран    | 2:35.25 |
| 9     | Неха Ахуджа Індія            | 2:51.06 |
| 10    | Лі Ен Тін Китайський Тайбей  | 2:55.63 |
| —     | Кім Сук Хий Південна Корея   | DNF2    |
| —     | Дікі Долма Індія             | DSQ2    |
| —     | Асіх Тір Іран                | DNF1    |
| —     | Ельміра Урумбаєва Узбекистан | DNF1    |
| —     | Дун Цзіньчжи Китай           | DNF1    |
| —     | Лі Хундань Китай             | DNF1    |
| —     | Галина Сібірякова Казахстан  | DNF1    |

#### Гігантський слалом
3 лютого
| Місце | Атлет                        | Час     |
| ----- | ---------------------------- | ------- |
| 1     | Ольга Ведяшева Казахстан     | 2:11.27 |
| 2     | Ю Хе Мін Південна Корея      | 2:11.42 |
| 3     | Юлія Кригіна Казахстан       | 2:14.65 |
| 4     | Ян У Йон Південна Корея      | 2:16.77 |
| 5     | Кім Сук Хий Південна Корея   | 2:19.86 |
| 6     | Дун Цзіньчжи Китай           | 2:25.50 |
| 7     | Ельміра Урумбаєва Узбекистан | 2:30.26 |
| 8     | Галина Сібірякова Казахстан  | 2:36.93 |
| 9     | Асіх Тір Іран                | 2:42.24 |
| 10    | Фатіма Савех-Шемшакі Іран    | 2:53.67 |
| 11    | Неха Ахуджа Індія            | 3:05.32 |
| 12    | Лі Ен Тін Китайський Тайбей  | 3:08.47 |
| —     | Лі Хундань Китай             | DNF2    |
| —     | Кае Нішішіта Японія          | DNF2    |
| —     | Захра Калхор Іран            | DNF1    |
| —     | Дікі Долма Індія             | DNF1    |
| —     | Ріна Секі Японія             | DNS1    |

#### Супергігантський слалом
1 лютого
| Місце | Атлет                        | Час     |
| ----- | ---------------------------- | ------- |
| 1     | Ю Хе Мін Південна Корея      | 1:12.94 |
| 2     | Ян У Йон Південна Корея      | 1:14.54 |
| 3     | Ольга Ведяшева Казахстан     | 1:14.77 |
| 4     | Кае Нішішіта Японія          | 1:15.17 |
| 5     | Юлія Кригіна Казахстан       | 1:16.32 |
| 6     | Ріна Секі Японія             | 1:16.78 |
| 7     | Кім Сук Хий Південна Корея   | 1:17.81 |
| 8     | Ельміра Урумбаєва Узбекистан | 1:20.48 |
| 9     | Лі Хундань Китай             | 1:20.77 |
| 10    | Галина Сібірякова Казахстан  | 1:25.72 |
| 11    | Асіх Тір Іран                | 1:25.93 |
| 12    | Дун Цзіньчжи Китай           | 1:26.38 |
| 13    | Захра Калхор Іран            | 1:30.14 |
| 14    | Дікі Долма Індія             | 1:40.15 |
| 15    | Неха Ахуджа Індія            | 1:41.66 |
| 16    | Лі Ен Тін Китайський Тайбей  | 1:56.98 |